# Église Saint-Antoine de Bar-le-Duc
Pour les articles homonymes, voir Église Saint-Antoine.
L'église Saint-Antoine est une église située à Bar-le-Duc dans le département de la Meuse en région Lorraine.
Ancienne église conventuelle, elle a été construite au XIVe siècle par le duc de Bar Robert Ier. Les riches dotations du couvent des Augustins, dont elle dépendait, permettront d'agrandir et d'embellir l’édifice à plusieurs reprises. 
L'église est classée aux monuments historiques depuis le 14 février 1989, et elle possède de nombreux objets également classés ou inscrits.

## Situation géographique
L'église Saint-Antoine se trouve rue Jean-Jacques-Rousseau, dans le quartier du Bourg, à Bar-le-Duc. Elle est à cheval sur le canal des usines, une dérivation de l'Ornain.

## Historique

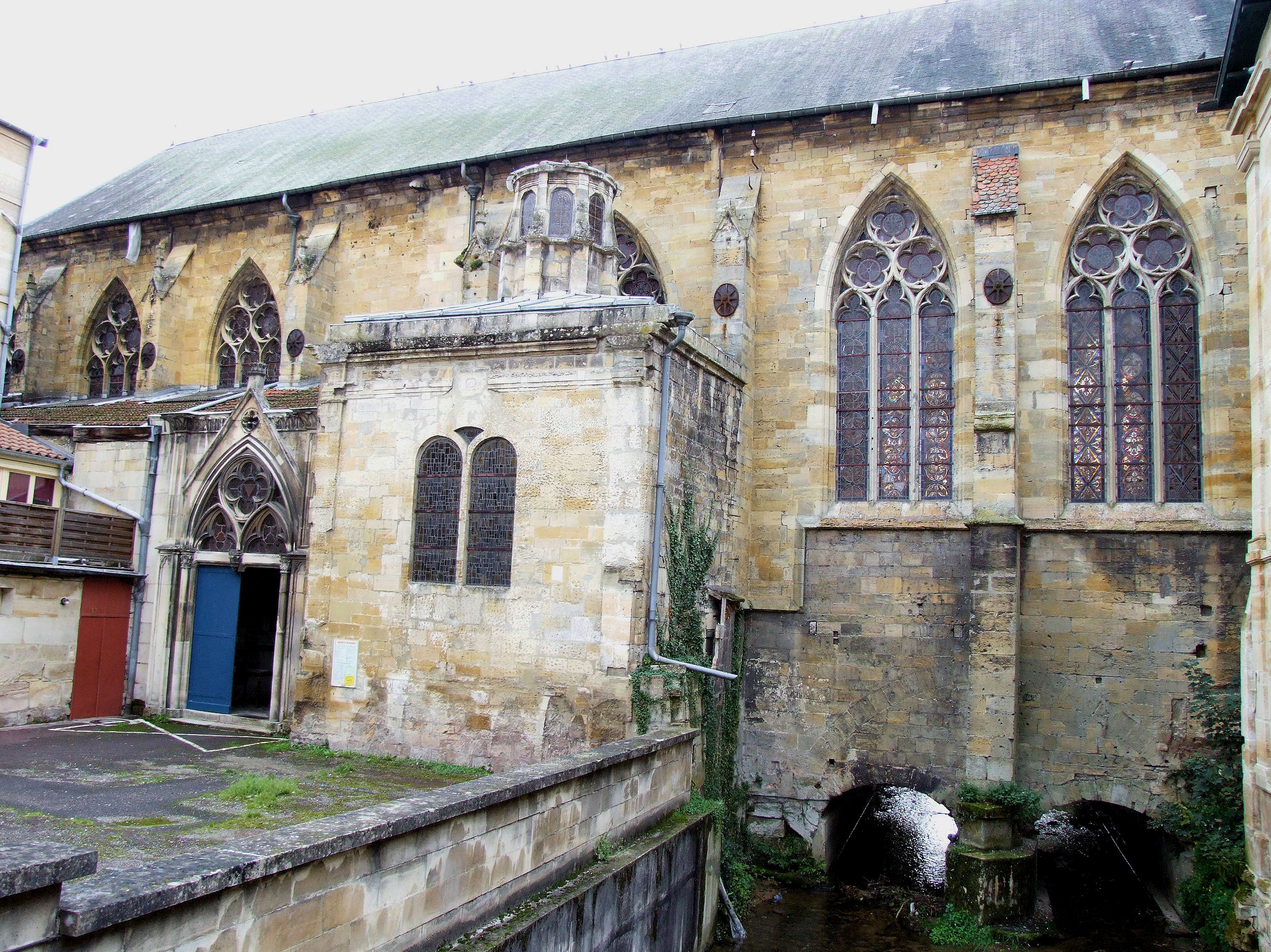
Entrée sur la façade Est de l'église et canal des usines.

En 1371, le duc de Bar Robert Ier et son épouse Marie de France, fille du Roi de France Jean II le Bon, font appel aux ermites de Saint Augustin, déjà présents dans le diocèse, pour occuper le monastère qu'ils viennent de fonder. L'édifice, construit de 1372 à 1376 sur un terrain marécageux, est alors composé d'une nef unique voûtée d’ogives et d'un chœur pentagonal supportés à l'extérieur par de solides contreforts. Le clocher est au milieu de la nef, et de part et d'autre de l'église se trouvent le cloître, à l’Est, et le cimetière des moines, à l’Ouest,.
Rapidement, les habitants du Bourg et de la Neuve-ville préfère ce nouveau lieu de culte à l'église paroissiale Notre-Dame car cette dernière est située à l'extérieur des remparts. Ainsi, en 1437, la nef est agrandie de trois travées vers le sud, et se retrouve à enjamber le canal des usines, une dérivation de l'Ornain.
Les guerres de religion du XVIe siècle entrainent de vifs débats chez les moines, alors que Jean Chastelain et Augustin Le Marlorat essayent d'introduire la réforme protestante dans le monastère. Au XVIIe siècle, l'ordre monastique se réforme et connait un nouvel essor.
Les nombreuses donations permettent de construire cinq chapelles latérales en hors d’œuvre, entre les contreforts, dont la plus grande est celle édifiée de 1601 à 1605 par le Président de la Chambre des comptes, Jean Vincent, et sa femme, et qui est ornée d'une belle voûte à caissons dorés aux motifs variés. La chapelle Notre-Dame de Pitié, située le long de l'abside, fait l'objet de pèlerinages jusqu'à sa destruction au XVIIIe siècle. En 1640, la chapelle Notre-Dame de Lorette est bâtie avec un dôme à oculus laissant pénétrer la lumière.
Après la Révolution, l'église devient une église paroissiale sous le vocable de Saint-Antoine.
Au XIXe siècle, le clocher est déplacé à l'extrémité sud de l'édifice, et aux XIXe et XXe siècles des peintures murales représentant les saints patrons du duc et de son épouse mises au jour.
Le 14 février 1989, l'église est classée aux monuments historiques.

## Architecture

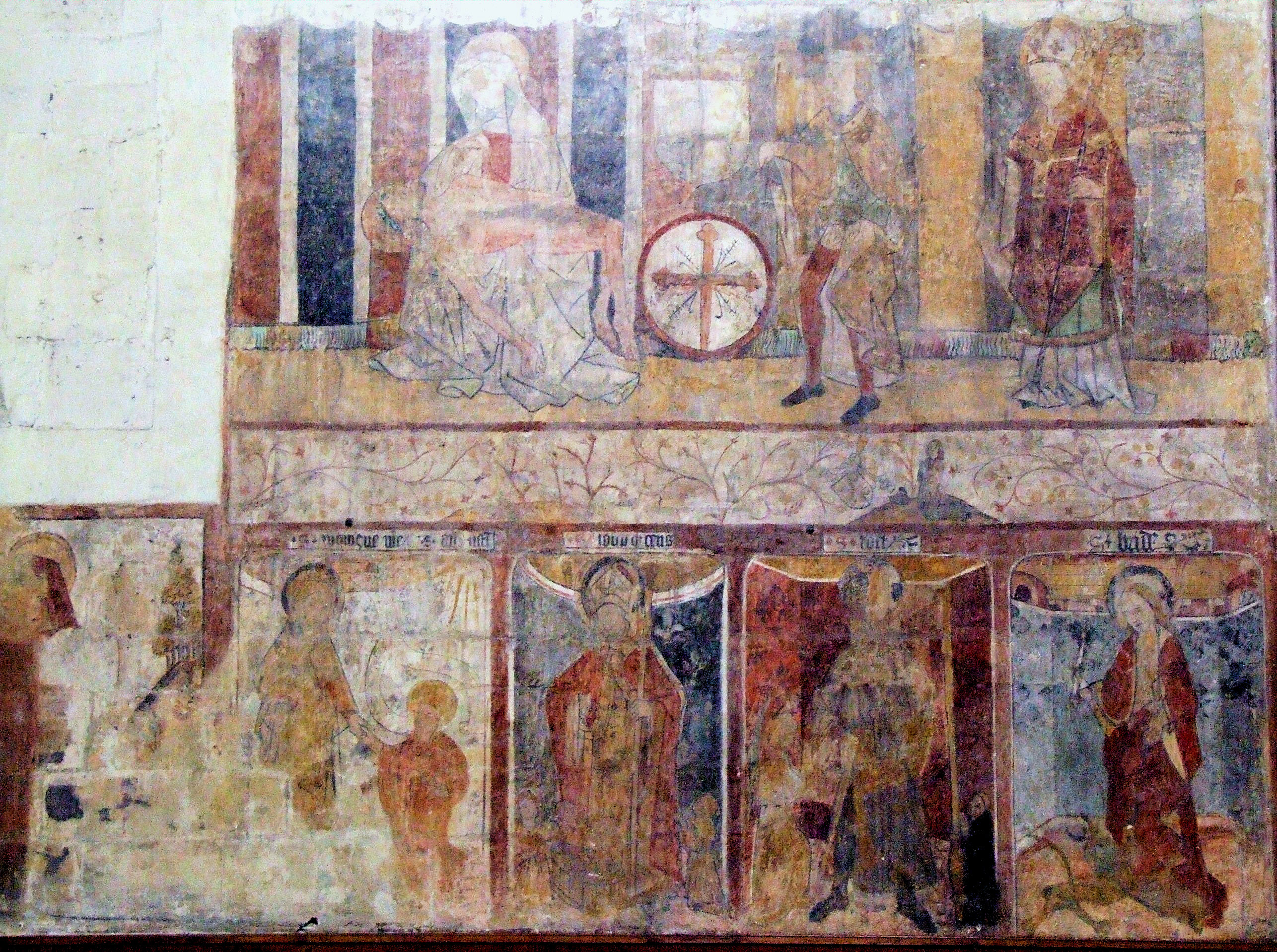
Peinture murale représentant la Pietà sur la partie supérieure.

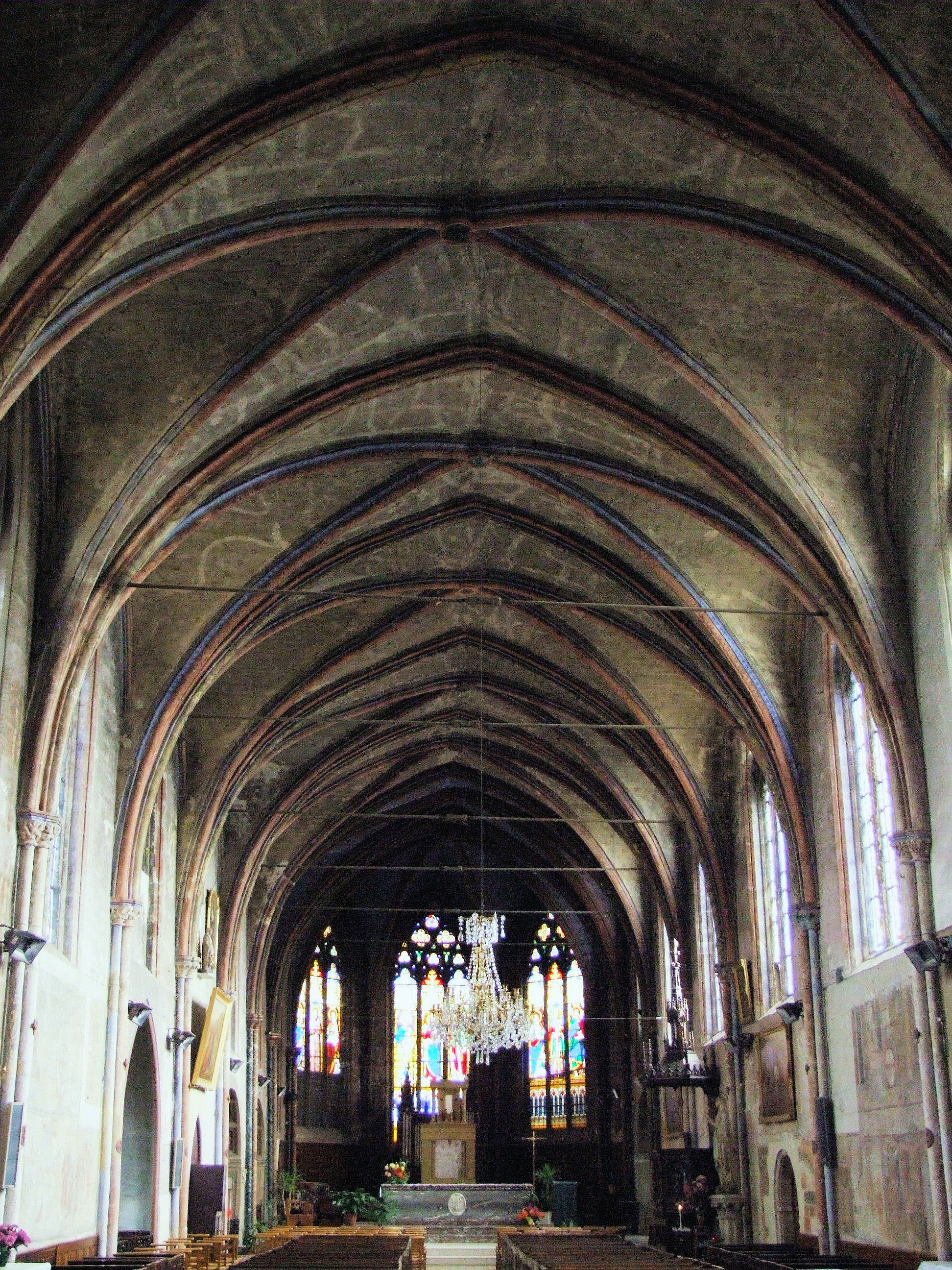
Nef de l'église.

L'église est orientée dans un axe nord-sud avec un clocher à son extrémité sud. La nef de l'église compte huit travées.
Les murs nord et sud de l'église sont couverts de peintures murales du Moyen Âge (XVe siècle) qui représentent des scènes religieuses, des saints ou des martyrs. Une première fresque découverte en 1854 sur le mur nord consiste en deux registres superposés de trois scènes chacun. Elle représente sainte Madeleine, sainte Ursule et saint Yves, mais aussi les fondateurs de l'église, Robert Ier et Marie de France, et les saints patrons et saints ermites. Une deuxième fresque découverte en 1938 se divise également en deux registres. La partie supérieure figure une Pietà, tandis que la partie inférieure représente entre autres sainte Badour, reine des Francs et religieuse à Chelles (Seine-et-Marne), tenant un goupillon. Le 29 mai 1936, ces peintures sont classées au titre d'objet aux monuments historiques.
La chapelle de la Vierge est située au nord du chœur. Construite de 1601 à 1605 grâce aux dons du Président de la Chambre des comptes, Jean Vincent, et de sa femme, Alix de Lescamoussier, elle est dédiée à l'origine à Saint Jean-Baptiste. Au XIXe siècle, elle devient la chapelle de la Vierge. La voûte en berceau, rouge et or, est ornée de caissons aux dessins variés, dont des vases sacrés et des objets de culte.

## Mobilier
L'église Saint-Antoine compte 31 objets aux monuments historiques et 1 objet à l'inventaire général du patrimoine culturel.

### Meubles
La nef de l'église comporte 72 bancs clos en chêne datant du XIXe siècle. Les noms des familles barisiennes de cette époque sont gravés sur les appuis-main. Le 29 juillet 1993, ils sont inscrits au titre d'objet aux monuments historiques.

### Sculptures
La Vierge au manteau ou Vierge de miséricorde est un groupe sculpté en bois polychrome du XVIIe siècle. La Vierge abrite sous son manteau tous les clercs et laïcs sans distinction de classe ni de race. Il s'agit de l'une des nombreuses œuvres de ce type sculptées en Lorraine d'après un modèle de Mansuy Gauvin situé à l'église Notre-Dame-de-Bonsecours de Nancy. Le 4 janvier 1915, la sculpture est classée au titre d'objet aux monuments historiques.
Le Couronnement d'épines est un bas-relief en pierre calcaire de la seconde moitié du XVIe siècle. Trouvé en 1950 sous l'escalier du clocher, l’œuvre est anonyme. La composition, les personnages, le rendu des plis et des cheveux sont à rapprocher de L'Adoration des mages, un autre bas-relief conservé au Musée Barrois. Le 23 avril 1981, le bas-relief est classé au titre d'objet aux monuments historiques.
La Descente de Croix est un groupe sculpté en bois polychrome du XVIe siècle. Il devait faire partie d'un ensemble plus important comme un retable. Il est conservé au Musée Barrois.